# Vălenii de Munte
Vălenii de Munte este un oraș în județul Prahova, Muntenia, România. La recensământul din 2011 avea 12.257 locuitori. Se află în Depresiunea Vălenii de Munte, pe Valea Teleajenului, la 98 km de municipiul București, la 28 km nord de municipiul Ploiești și la 89 km sud-est de municipiul Brașov. Se întinde pe o lungime de 5 kilometri. În oraș se poate ajunge folosind DN1A București – Ploiești – Brașov. Este atestat documentar ca „târg al săcuienilor” și vamă în secolul al XV-lea, într-o poruncă a lui Dan al II-lea de la 1431. Vălenii de Munte a fost reședința lui Nicolae Iorga, aici găsindu-se în prezent Casa Memorială care poate fi vizitată. Ziua orașului este la 9 mai.
Factorii materiali prielnici de pe Valea Teleajenului au făcut ca omul să fie atras în zonă încă din cele mai vechi timpuri. Cercetările arheologice sau și lucrările întâmplătoare au scos la iveală urme din vechime începând cu paleoliticul mijlociu și continuând cu etapele succesive, mezoliticul și neoliticul.

## Istorie

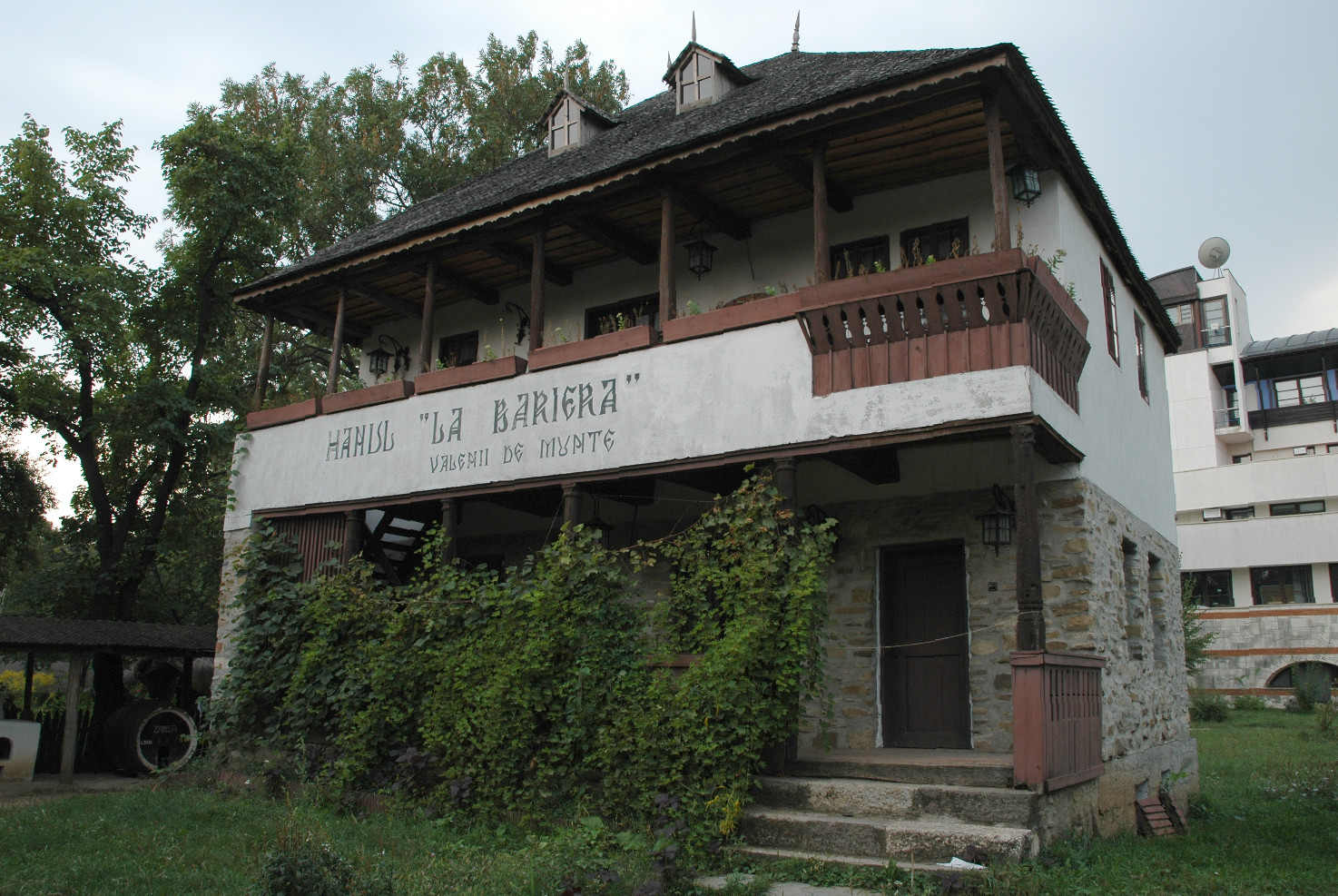
Hanul „La barieră” din Muzeul Satului, București; hanul a fost adus din Vălenii de Munte.

Vălenii de Munte a îndeplinit de-a lungul existenței sale funcțiile unui oraș: capitală de județ, vamă, târg, reședința plaiului Teleajen, centru politic al raionului și cetății de cultură Teleajen.
Localitatea este atestată documentar într-o poruncă a lui Dan al II-lea din 1431. "Drumului Teleajenului" (Văleni - Drajna - Cerașu - Slon - Vârful lui Craiu - Tabla Buții - Vama Buzăului - Brașov) este atestat și el din 1433.
La 1 octombrie 1473, este semnalată prezența lui Ștefan cel Mare la „Cetatea Teleajenului” (poate Homorâciu), unde taie capetele pârcălabilor lui Radu cel Frumos, le ia în robie femeile și dă foc cetății.
În 1573, Alexandru al II-lea întărește fiilor popii Neagoe moșie "peste valea Vălenilor". În 1580, Mihnea Turcitul dă o întărire marelui spătar Albina asupra moșiei Albinari (Ariceștii Zeletin), care ajungea până la hotarul Vălenilor. În 1581, tot Mihnea Turcitu întărește altora ocine în hotarul Berevoieștilor (azi cartier în Vălenii de Munte).
În 1608, Radu Șerban întărește marelui vornic Cernica și soției sale Chiajna satele Predeal Sărari, Văleni și Berevoiești, pe care le împarte jumătate cu mănăstirea de la Grădiște. De la 1645 datează prima mărturie documentară asupra județului Sacueni cu reședința la Vălenii de Munte, de unde se va muta la Bucov în 1781.
În 1684, Miron Costin menționează în cronica sa Vălenii de Munte printre orașele Țării Românești. La 1794, târgoveții orașului sunt în proces cu egumenii mănăstirii din localitate, pentru regularizarea situației lor pe moșia acesteia.
Se menționează în 1794 în documente "târgul domnesc Vălenii de Munte", iar în 1797 existența unui dascăl plătit la școala din Văleni. În 1832, Văleniul număra 518 gospodării (cu 2.590 suflete).
La 1848, Nicolae Bălcescu a recrutat din rândul locuitorilor comisarii de propagandă David Almăjanu, I. D. Petrescu și Ion Gherasim Gorjan.
La sfârșitul secolului al XIX-lea, Vălenii de Munte era o comună urbană, formată din cătunele Văleni (Târgul-Văleni), Turburea și Valea Gardului, având în total 3.000 de locuitori. Ea era reședința plaiului Teleajen, având farmacie, spital, stație de telegraf și poștă. Atunci se atestă școala în limba greacă de pe lângă catedrala orașului, care funcționa la 1830, precum și școala normală, condusă în 1839, de David Almășanu, și la care învățau 139 de copii; în plus, existau o școală de băieți și una de fete. În oraș erau 6 biserici, dintre care sunt menționate în Marele Dicționar Geografic al Romîniei biserica Berevoieștilor, cea a Bărcenilor, catedrala orașului (fostă mănăstire închinată la muntele Athos) și biserica Sf. Ioan.
Istoricul Nicolae Iorga s-a stabilit aici în 1907, și a deschis, în iulie 1908, Universitatea Populară de Vară.
În 1925, orașul avea 3.723 de locuitori, fiind în continuare reședința plășii Teleajen. În 1950, localitatea a devenit reședința raionului Teleajen, unul din raioanele regiunii Prahova și apoi, după 1952, al regiunii Ploiești. În 1968, a pierdut funcțiile de centru administrativ secundar, după reforma administrativă, devenind unul din orașele județului Prahova, reînființat.

### Termeni derivați
- sg. vălenar, vălenard; pl. vălenari, vălenarzi - persoană care s-a născut sau locuiește în oraș.
- vălenean - privitor la oraș

## Geografie

### Limite
În partea de nord, orașul se învecinează cu comunele Teișani și Drajna, în timp ce în partea de sud are ca vecină comuna Gura Vitioarei. Comuna Predeal-Sărari se învecinează cu orașul în partea de est. În vest, orașul se învecinează tot cu comuna Gura Vitioarei, satul Bughea de Jos.

### Clima
Caracterizat printr-un climat subalpin de cruțare, cu o medie anuală a temperaturii de circa 18 °C, orașul Vălenii de Munte poate fi considerat o adevărată stațiune climaterică.
În lunile de iarnă media este cuprinsă între -1,7 °C și -0,3 °C. În decembrie 1965 temperaturile erau de -1,9 °C și -2,2 °C. Minima absolută a fost atinsă în februarie 1972 (-30 °C). Adâncimea maximă de îngheț la sol este de 60 – 70 cm. Precipitațiile sunt de aproximativ 700 mm anual. Au existat fenomene climatice singulare, precum ploaia torențială cu grindină, de 3 cm diametru (iunie 1965) și ciclonul din 11 iunie 1974, orele 17:30, cu o intensitate de 20 m/s, cu efecte distrugătoare pentru oraș.

### Rețeaua hidrografică
Principala apă curgătoare de pe teritoriul orașului este Râul Teleajen, Vălenii de Munte constituind principala așezare de pe cursul mediu și superior al acestui râu. La Vălenii de Munte, în Teleajen se varsă afluentul Văleanca.

### Solurile
Cele mai răspândite soluri din zona orașului sunt aluviuniile și solurile aluviale în cadrul luncii Teleajenului, solurile urgiloiluviale și argiloviluviale brune podzolite, ca și cele brune și negre argiloase humifere în Dealurile Bughei. În Dealurile Priporului sunt mai frecvente solurile brune și argiloiluviale brune podzolite, rogosolurile, iar pe versanți soluile erodate.

### Căi de comunicație
Orașul se află pe șoseaua națională DN1A, care leagă Ploieștiul de Brașov pe valea Teleajenului. Acest drum se intersectează la Vălenii de Munte cu șoseaua județeană DJ219, care duce spre Teișani la nord-vest și spre Predeal-Sărari și Ariceștii-Zeletin spre est. Tot aici, se ramifică din același drum național și șoseaua județeană DJ102B care duce spre est către Drajna, Posești și mai departe în județul Buzău spre Cătinași Cislău. Prin oraș trece și calea ferată Ploiești-Măneciu, care este deservită de gara Vălenii de Munte și P. Mac. Văleni Nord.

## Demografie
Componența etnică a orașului Vălenii de Munte
     Români (90,2%)
     Alte etnii (0,53%)
     Necunoscută (9,27%)
Componența confesională a orașului Vălenii de Munte
     Ortodocși (85,95%)
     Penticostali (1,57%)
     Alte religii (2,45%)
     Necunoscută (10,03%)
Conform recensământului efectuat în 2021, populația orașului Vălenii de Munte se ridică la 12.044 de locuitori, în creștere față de recensământul anterior din 2011, când fuseseră înregistrați 11.707 locuitori. Majoritatea locuitorilor sunt români (90,2%), iar pentru 9,27% nu se cunoaște apartenența etnică. Din punct de vedere confesional, majoritatea locuitorilor sunt ortodocși (85,95%), cu o minoritate de penticostali (1,57%), iar pentru 10,03% nu se cunoaște apartenența confesională.
030006000900012.00015.00019121948196619922011populațiePopulația istorică din Vălenii de Munte
Date: Recensăminte sau birourile de statistică - grafică realizată de Wikipedia

## Economie

### Prahova Industrial Parc
Funcționează în cadrul Parcului Industrial peste 20 de firme cu capital străin și autohton, cu domenii de activitate variate: construcții metalice civile și industriale, prelucrări mecanice prin așchiere,
prelucrare lemn, confecții textile, aparatură medicală, prelucrare geam etc. S-au creat peste 700 locuri de muncă și s-a închiriat peste 95% din suprafața construită disponibilă.

### Tymbark Maspex
La Vălenii de Munte, concernul polonez Tymbark a cumpărat în iunie 2001 activele fostei fabrici de conserve, "Conserve SA", unde s-a aplicat o amplă acțiune de reamenajare și modernizare, transformând-o într-o unitate de îmbuteliere a băuturilor necarbonatate. Numărul angajaților era la început de 395 de persoane, cu o medie de vârstă în jur de 30 de ani. Investiția inițială la Văleni a fost de aproximativ 12.000.000 de euro, iar până în 2009 totalul investițiilor s-a ridicat la 30.000.000, numărul angajaților depășind 400, aproape în întregime persoane din zonă.

## Administrație și politică
Orașul Vălenii de Munte este administrat de un primar și un consiliu local compus din 17 consilieri. Primarul, Florin Constantin[*], de la Partidul Social Democrat, este în funcție din 2012. Începând cu alegerile locale din 2024, consiliul local are următoarea componență pe partide politice:
|  | Partid                          | Consilieri | Componența Consiliului | Componența Consiliului | Componența Consiliului | Componența Consiliului | Componența Consiliului | Componența Consiliului | Componența Consiliului | Componența Consiliului | Componența Consiliului | Componența Consiliului |
|  | ------------------------------- | ---------- | ---------------------- | ---------------------- | ---------------------- | ---------------------- | ---------------------- | ---------------------- | ---------------------- | ---------------------- | ---------------------- | ---------------------- |
|  | Partidul Social Democrat        | 10         |                        |                        |                        |                        |                        |                        |                        |                        |                        |                        |
|  | Partidul România în Acțiune     | 3          |                        |                        |                        |                        |                        |                        |                        |                        |                        |                        |
|  | Alianța pentru Unirea Românilor | 2          |                        |                        |                        |                        |                        |                        |                        |                        |                        |                        |
|  | Partidul Național Liberal       | 1          |                        |                        |                        |                        |                        |                        |                        |                        |                        |                        |
|  | Gâjman Doru                     | 1          |                        |                        |                        |                        |                        |                        |                        |                        |                        |                        |

### Cartiere
Vălenii de Munte este împărțit în 17 cartiere. Ele sunt dispuse circular, în jurul centrului orașului.
Catrierele orașului sunt: Centru, Bălcescu, Piața, Trăistari, Eminescu, Berceni, Avram Iancu, Enescu, Berevoiești, Cismari, Ghidulești, Stadion, Ștefan cel Mare, Cuza Vodă, Tabaci, Rizănești și Valea Gardului.

### Alte instituții administrative
- Oficiul de Poștă
- Brigada de Pompieri
- Poliția Vălenii de Munte
- Poliția Comunitară
- Administratia Finanțelor Publice etc.

## Mass-media
Ziare:
- Vălenii. Ziarul a fost fondat de Stelian Manolescu, fostul primar al orașului. Se află sub patronajul societății cu răspundere limitată Valte, care împreună cu Fundația Armonia îl tipărește. Ziarul apare lunar. Redactorul-șef este Gheorghe Burdujan.
- La Vălenii de Munte apar și majoritatea edițiilor cotidienelor naționale, precum Ziua, Adevărul, România Liberă, Evenimentul Zilei, Ziarul Financiar, Pro Sport sau Gazeta Sporturilor.

 Televiziuni:
- Info Control. Televiziune ce aparține firmei Control S.A. Ploiești (preluată de către UPC[17]), Info Control este un post de informare a cetățenilor din oraș, dar și pentru cei din împrejurimi. Acest canal funcționa mai demult, dar în urmă cu câtva timp a fost pus la punct. Pe fundalul prezentării informațiilor se poate asculta live Radio 21.

 Posturi de radio: În oraș nu există deocamdată un post de radio propriu. Cele mai populare posturi de radio naționale ascultate de vălenari sunt Kiss FM, Radio 21, Radio Zu, Radio Prahova, Magic FM și Mix FM.

## Imnul orașului
Imnul orașului a fost compus de Carmen Aldea Vlad și interpretat de Fuego.
- De două ori:

Privirea lui Iorga veghează din timp
Aici la Vălenii de Munte
Și cheia istoriei cere răstimp
Celor mulți care știu să asculte.
- Refren (bis):

Loc de legenda ca-o lume de vis
Cu oamenii dintr-o bucată
Vălenii de Munte au cerul deschis
Străbunii veghează în vatră.
- De două ori:

Privirea lui Iorga e vie oricând
Aici la Vălenii de Munte
Și pietre și râuri transmit într-un gând
Vălenilor locul de frunte.
- Refren (bis)
- De două ori:

Cinstind festivalul cu țuica dintâi
Se adună românii pe seară
Miroase-a prune din fiert și gutui
Vălenii-s bucată din țară
- Refren (ter)

## Descrierile și semnificațiile stemei

### Descrierea stemei
Stema orașului Vălenii de Munte, potrivit anexei nr. 1 din Hotărârea de Guvern 818/2004, publicată în Monitorul Oficial al României numărul 513 din 8 iunie 2004, se compune dintr-un scut, tăiat în două de un brâu undat de argint, încărcat cu trei pruni naturali. În câmp de azur, în stânga sus se află o carte deschisă, de aur, iar în dreapta jos se află o biserică de argint, pe o terasă verde.

### Semnificațiile elementelor însumate
Brâul undat reprezintă râul Teleajen, ce străbate localitatea.
Prunii reprezintă una dintre bogățiile naturale cele mai cunoscute ale zonei.
Cartea de aur este simbolul activității desfășurate în perioada interbelică de către savantul de renume mondial Nicolae Iorga, cel care a înființat aici Universitatea Populară de Vară (1908), ce funcționează și în prezent. Silueta bisericii este legată de tradiția religioasă ce a însoțit în decursul timpului Mânăstirea Adormirii Maicii Domnului, aflată în centrul orașului. Coroana murală, de argint, cu trei turnuri crenelate, semnifică faptul că localitatea are rangul de oraș.

## Evenimente de interes național

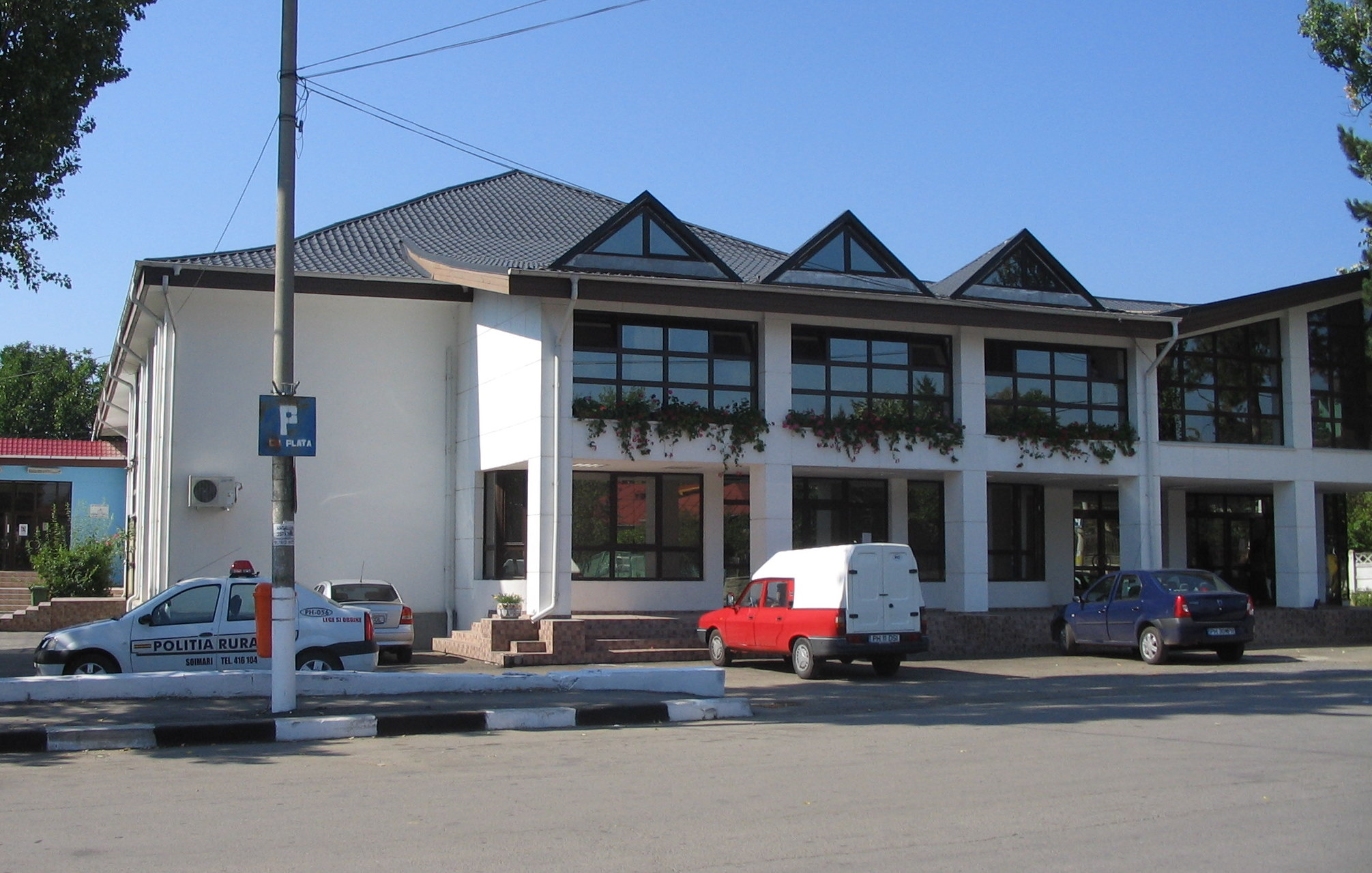
Centrul de Cultură Europeană - locul unde se țin aproape toate evenimentele importante din oraș. Alături s-a construit noua primărie, cea veche fiind retrocedată în decursul anului 2007 proprietarilor de drept.

- 9 mai: Ziua orașului. Manifestare complexă: alocuțiuni, depuneri de flori, versuri și cântece patriotice, muzică de fanfara, spectacole, întreceri sportive, simpozioane, expoziții, dans etc.
- 13 - 18 august: cursurile de vară ale Universitătii Populare "Nicolae Iorga". Manifestare complexă, cu participare națională și internațională: prelegeri, dezbateri, simpozioane, expoziții de carte, cusături, țesături, picturi, sculpturi, fotografii artistice, meștesuguri tradiționale, spectacole, excursii culturale, lansări de carte, etc.
- 15 august: Stămăria Mare. Festival folcloric județean, cu participare națională și internațională.
- 27 - 29 octombrie: Serbările Toamnei la Vălenii de Munte. Manifestare cultural-artistică complexă, cu participare națională, inclusiv din Republica Moldova: târgul de toamnă al producătorilor de pe Valea Teleajenului, expoziții, spectacole folclorice, concursuri, muzică de fanfară, seri de dans etc.

## Personalități marcante ale orașului
- Nicolae Iorga, istoric (n. 1871 - d. 1940)
- Mădălina Manole, cântăreață (n. 1967 - d. 2010)
- Ecaterina Iorga, soția lui N. Iorga (n. 1878 - d. 1941)
- Nicolae Tonitza, pictor (n. 1886 - d. 1940)
- Toma Gh. Tomescu (n. 1881, Tecuci - d. 1949)
- Miron Radu Paraschivescu, poet și publicist (n. 1911, Zimnicea - d. 1971)
- Dumitru (Tache) Brumărescu, inventator și aviator (n. 1872 - d. 1937)
- Călin N. Turcu, ufolog (n. 1942, Ploiești - d. 2006)
- Gheorghe Pănculescu, inginer (n. 1844 - d. 1924)
- Gheorghe Ionescu-Sisești, agronom (n. 1885 - d. 1967)
- Iulian Văcărel, economist, membru titular al Academiei Române (n. 1928)
- Harry Tavitian, interpret de jazz, cetățean de onoare (n. 1952)
- Radu Mihăileanu, regizor de film (n. 1958)
- Valentin Ciucă, critic de artă, scriitor (n. 1943)
- Christian Sabbagh, jurnalist (n. 1972)
- Alexandrina Istratescu - Tzurea (n. 1901 Vălenii de Munte - d. 1979 Vălenii de Munte), filolog,folclorist, lector univ dr la Facultatea de litere catedra de filologie romanica apoi la Politehnica.
- Constantin  Parvu ,doctor in biologie ,nominalizat in 1997 (Anglia) intre primii 500 de oameni de stiinta din lume,laureat al Academiei Romane si al Academiei Oamenilor de Stiinta ( https://studii.crifst.ro/doc/2012/2012_2_03.pdf

### Cetățeni de onoare
Primăria Vălenii de Munte a acordat și acordă, în fiecare an la 9 mai (ziua orașului), titlul de cetățean de onoare, uneori post-mortem, vălenarilor care s-au distins în mod deosebit în diverse domenii, ori persoanelor care și-au adus contribuția la dezvoltarea orașului și promovarea sa.

## Muzee, monumente, lăcașe de cult și biblioteci
Muzee:
- Casa memorială N. Iorga

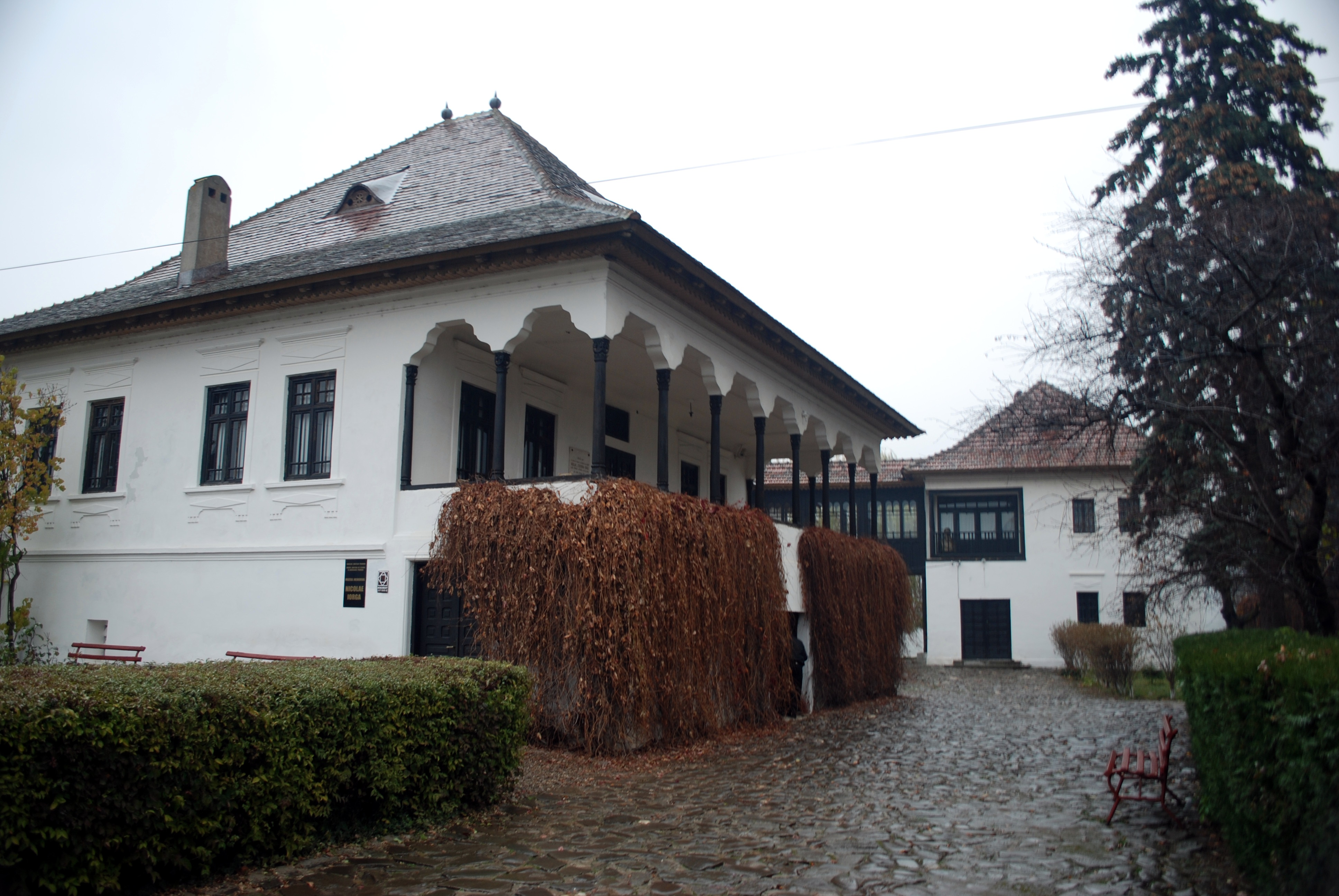
Casa memorială N. Iorga

- Muzeul de Etnografie al Văii Teleajenului
- Muzeul de Științe Naturale "Cultura Prunului"
- Muzeul Natura Văii Teleajenului
- Muzeul de artă religioasă și Școala de misionare naționale și morale "Regina Maria" [19]
- Muzeul prunului [20]

 Monumente:
- Bustul N. Iorga din curtea muzeului, creația lui Oscar Han
- Bustul N. Iorga din fața Bisericii Mănăstirea, creația sculptorului Emil Russi
- Bustul N. Iorga din fața Colegiului Național N. Iorga, sculptat de Maria Grigorescu Vasilovici
- Bustul N. Tonitza din fața Centrului de Cultură Europeană
- Monumentul eroilor din fața Complexului muzeal

În apropiere poate fi vizitat castrul roman de la Drajna de Sus.
 Lăcașe de cult:

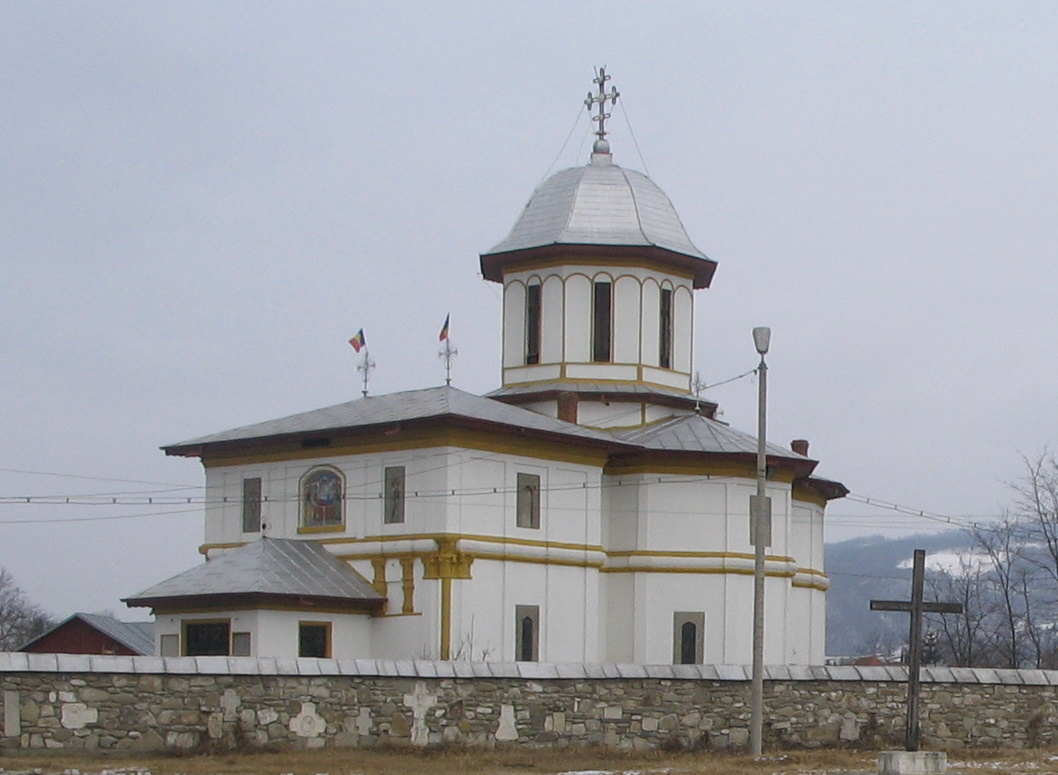
Biserica "Mănăstirea"

- Biserica "Mănăstirea", monument de arhitectură, cu hramul "Adormirea Maicii Domnului" este ctitoria lui Hagi Răzvan Clucerul și a soției sale Ilinca Hagița și Clucereasa din Ceptura, la 1680 pe vremea domniei lui Șerban Cantacuzino.[21]
- Biserica "Nica Filip". Are hramul "Intrarea în Biserică a Maicii Domnului" și a fost târnosită în 1808. Ctitorii au fost Nica Filip și Soare Pițoi.[22]
- Biserica Berceni. La cutremurul din 1940 a fost puternic avariată și n-a mai fost reparată din lipsa banilor sau pentru că era prea aproape de Mănăstire. Era deservită de Ion Hârlăceanu, preot refugiat.
- Biserica Berevoiești. A fost și este o filială a Bisericii "Nica Filip". Hramul este Sfântul Spiridon. Ca vechime este a doua după Mănăstire, la 1726, menționată pe crucea spartă de lângă ea. Cu ceva timp in urmă aici s-au reluat slujbele la fiecare sărbătoare și au început lucrările de renovare a bisericii.
- Biserica Sfântul Ioan. În fața bisericii a stat mărturie peste timp de 400 de ani un plop (Populus nigra), dezafectat înainte de 1989. Un incendiu devastator din anul 1999 a mistuit întreg edificiul. În prezent se execută lucrări pentru o reconstrucție integrală.
- Biserica Sf. Nicolae Tabaci.[23] Hramul bisericii este Sfântul Nicolae. Era biserică de cartier a tăbăcarilor care s-au stabilit aici mai aproape de apă pentru prelucrarea pieilor.
- Protoieria Vălenii de Munte - Arhiepiscopia Bucureștilor

 Biblioteci:
- Biblioteca Orășenească "Miron Radu Paraschivescu". Se află în Centrul Cultural "N. Iorga".

## Învățământ
Licee/colegii:
- Colegiul Național "Nicolae Iorga" deține două profile pentru învățământul liceal: real și uman.
- Liceul Tehnologic/ Grupul Școlar Agromontan "Romeo Constantinescu"

Alte școli:
- Scoala Gimnaziala "Ing.Gheorghe Pănculescu". La insistențele profesorului Eugen Stănescu, fosta Școală Generală numărul 3 poartă de la începutul anului școlar 2005 numele inginerului Pănculescu.
- Școala Miulești
- Clubul Copiilor
- Școala Specială
- Complexul de Servicii Comunitare "Sfânta Maria"
- Centrul de Plasament

Grădinițe:
În Vălenii de Munte funcționează pentru preșcolari cinci grădinițe cu program normal, dintre care una cu creșă. Există și o grădiniță particulară, cu program prelungit.

## Sănătate
Orașul beneficiază de un spital cu aparatură modernă. De asemenea, există și o policlinică.

## Orașe înfrățite
- Cimișlia,  Republica Moldova
- Eaubonne,  Franța
- Saranda,  Albania

## Hoteluri, pensiuni și restaurante
Orașul Vălenii de Munte dispune de hoteluri și pensiuni de diferite categorii, care însumează un număr de peste 500 de locuri de cazare. Dintre cele mai importante, amintim Hotel Afrodita (4 stele), Hotel Capitol (3 stele), Hotel Ciucaș (3 stele) și Pensiunea Vera și Livia.
Pentru ieșiri în oraș, în Văleni se găsesc o gamă variată de restaurante, bistro-uri, pizzerii sau pub-uri. Amintim de "Caffe Italia", "Cartier Lounge", "Park Caffe", "Cafe Bulevard", "Evergreen", "Art Pub", "Pizzeria Number 1”, "Pizza Mania", "Bistro Mania", "Pizzeria BBC", Restaurant "Ciucaș” și diverse cofetării.
De asemenea, se poate opta pentru turismul rural.

## Citate despre Vălenii de Munte
„...și ce frumoasă era aici imaculata iarnă, cu sărutul soarelui clar pe gheață, cu pitorescele cortegii ale irozilor mergând foarte serioși, ca în Botoșanii mei, din casă în casă... (Nicolae Iorga)”
„Era aici o pace, o bună înțelegere românească, o ceremonie întârziată, fără nici un amestec de populație străină... (Nicolae Iorga) ”
„Era ceva de creat în acest colț de lume pustie. (Nicolae Iorga) ”
„Vălenii sunt de fapt de deal și nu de munte. (Nicolae Labiș: într-o scrisoare trimisă în 1951 din tabăra de la marginea orașului iubitei sale)”